# Antonio Amurri
Antonio Amurri (nasceu em Ancona, Itália, em 1925 - faleceu dia 18 de dezembro de 1992) foi um jornalista, escritor e letrista italiano.

## Livros
- Piccolissimo, 1973
- Come ammazzare la moglie, e perché, 1974
- Famiglia a carico, 1975
- Come ammazzare il marito senza tanti perché, 1976
- Stavolta m'ammazzo sul serio, 1977
- Come ammazzare mamma e papà, 1978
- Più bello di così si muore, 1979
- Dimmi di zi, 1982
- Come ammazzare la suocera, 1986
- Più di là che di qua, 1987
- Qui lo dico e qui lo nego, 1990
- Piccolissimo vent'anni dopo, 1991